# 安東尼夫卡 (紹斯特卡區)
52°0′13″N 33°35′13″E / 52.00361°N 33.58694°E
安東尼夫卡（烏克蘭語：Антонівка）是位於烏克蘭東北部的村莊，由蘇梅州紹斯特卡區的亞姆皮利市鎮負責管轄。該村分別距離利斯內2.5公里和伊沃特4.5公里，海拔高度154米，2001年人口354。